# Serafima Zacharovna Sitniková
Serafima Zacharovna Sitniková (rusky Серафима Захаровна Ситник), (narozena 1912 v Jelizavetgradu, Ruské impérium - zemřela neznámo kdy a kde), je sovětská letkyně po zajetí pracující v proněmecké propagandě.

## Mládí
Narodila se v roce 1912 v městě Jelizavetgradu, nynější Kropyvnyckyj. V roce 1932 ve dvaceti letech nastoupila do služby v Dělnicko-rolnické Rudé armádě. Od roku 1938 byla členkou VKS(b). Svůj bojový křest prodělala ve válce s Finskem v letech 1939 - 1940.

## Druhá světová válka
Velké vlastenecké války se účastnila hned od jejího počátku. V prosinci 1941 byla povýšena na kapitána a velela praporu 49. spojovacího pluku 21. letecké armády. Na konci roku 1941 byla vyznamenána Řádem rudého praporu. 
V roce 1942 se provdala za velitele 205. divize stíhacího letectva Jurie Alexandroviče Němceviče a sloužila v jeho divizi. 13. srpna 1942 ztratila bratra Josifa Zacharoviče Sitnika, který padl v bitvě u Stalingradu.
V březnu 1943 byla povýšena do hodnosti majora a zastávala funkci velitele spojařů. Byla vyznamenána Řádem vlastenecké války II. stupně.
29. října 1943 bylo její letadlo Polikarpov Po-2 při kurýrním letu s tajnými dokumenty sestřeleno nad vesnicí Nikolajevka v Petrovském rajónu. Podle jiných verzí přistála s poškozeným letadlem na letišti, o kterém netušila, že je již pod německou kontrolou. Rozkazem číslo 02328 ze dne 24. prosince 1943 byla prohlášena za nezvěstnou a vyřazena ze seznamů Rudé armády. Ve skutečnosti však byla zajata německými bezpečnostními složkami. 
Němci ji identifikovali, a protože měli značný zájem na její spolupráci, byla umístěna do zajateckého tábora Morifeld, kde byli umisťováni lidé zajímaví z hlediska německé propagandy nebo jiných zájmů. Tímto táborem prošli také další letci jako Byčkov, Antilevskij, kteří potom bojovali v ROA pod vedením Malceva, který se také podílel na změně jejího přesvědčení. Na okupovaném území na počátku války v roce 1941 zanechala svou matku a syna, o kterém jí v době její služby v Rudé armádě sovětská rozvědka tvdila, že jej Němci mučili a zavraždili. Což byl také důvod odmítání spolupráce. Aby ji získali na svou stranu, neváhali Němci nalézt její matku a syna Valerije a vyvrátit tak toto tvrzení jako pomluvu. Když je viděla živé a zdravé, otřáslo to její důvěrou v sovětský systém, a proto poté již souhlasila s aktivním zapojením do protisovětského boje. 
Její zranění jí však nedovolilo létat, proto byla zařazena do propagačního oddělení ROA generála Vlasova. Stala se výraznou postavou a byla autorkou propagandistické kampaně s názvem "Ruským ženám a dívkám", která byla zaměřena na ruské ženy. Pronášela také projevy v rozhlase a vyzývala sovětské občany k přechodu na německou stranu. Její fotografie s výzvami byly otištěny v rusky psaném tisku vydávaném na okupovaných územích SSSR. Zároveň bylo také její jméno využíváno v letákových kampaních zaměřených na sovětské vojáky na frontě. Její manžel napsal dopis Stalinovi, ve kterém požadoval, aby ji vyměnili za zajatého německého generála. Dopis zůstal bez odpovědi. 

## Spekulace o její smrti
Neexistují žádné spolehlivé informace o jejím dalším osudu. Existují tři spekulace o tom, co se s ní stalo:
1. Němci ji podezírali, že chce uprchnout zpět do SSSR. Provedli proto provokaci, která jejich podezření potvrdila. Za to ji v tichosti v roce 1944 odstranili i s celou rodinou, kterou měli v rukách.
2. Nejednalo se o provokaci se strany Němců, ale o zpravodajskou hru sovětské rozvědky, která ji vylákala k návratu do SSSR, kde byla následně zlikvidována i s rodinou, kterou přivedla[pozn. 5].
3. Z obav z trestu po válce se rozhodla nevrátit do SSSR a ukryla se v západní Evropě. Tato spekulace se však jeví jako nejméně pravděpodobná.

Ať už byl její osud jakýkoliv, od roku 1944 není o ní nic dalšího známo.